# Arescon nigriceps
Arescon nigriceps is een vliesvleugelig insect uit de familie Mymaridae. De wetenschappelijke naam is voor het eerst geldig gepubliceerd in 1934 door Girault.